# ヴィリニュス駅
座標: 北緯54度40分13秒 東経25度17分4秒 / 北緯54.67028度 東経25.28444度
ヴィリニュス駅（ヴィリニュスえき、リトアニア語: Vilniaus geležinkelio stotis）は、リトアニアの首都ヴィリニュスにある鉄道駅である。

## 概要
1861年にサンクトペテルブルク・ワルシャワ鉄道の途中駅として開業した。第二次世界大戦後の1950年には社会主義リアリズム様式の駅舎に建て替えられた。

## 列車
- ヴィリニュス - ミンスク
- カリーニングラード - ヴィリニュス - モスクワ
- カリーニングラード - ヴィリニュス - サンクトペテルブルク
- ナウヨイ・ヴィルネ - ヴィリニュス - カウナス
- ナウヨイ・ヴィルネ - ヴィリニュス - トラカイ
- ヴィリニュス - シャウレイ - クライペダ
- ヴィリニュス - イグナリナ - トゥルマンタス - ダウガフピルス
- ヴィリニュス - ヴァレナ - マルツィンコニース
- ヴィリニュス - ケナ
- ヴィリニュス - ヴィリニュス空港

## 駅付近
- パノラマ ホテル
- マクドナルド
- 夜明けの門